# Sílvia Comes
Sílvia Comes (Barcelona, 9 de juny de 1965) és una cantant relacionada amb el món de la cançó d'autor i la poesia.

## Trajectòria artística
La cantautora del Prat de Llobregat Sílvia Comes inicia la seva activitat artística col·laborant amb la Companyía Teatre Kaddish cantant al poeta sevillà Luis Cernuda, també a La Cuina de l'antic Institut del Teatre i cantant en solitari fins que Margarita Sabartés, la seva mestra de cant, li presenta a Lluís Llach al que acompanyà llavors en les seves gires Un núvol blanc i Un pont de mar blava.
El 1995 Comes forma un duet artístic amb la també cantant Lídia Pujol i presenten a mitjans dels anys 90 un espectacle en català i castellà de títol Saps el conte dels dos suïcides?, amb textos d'autors de la generació beat, de Jaime Gil de Biedma i altres poetes. Discogràficament enregistren dos treballs considerats per crítica i públic: el primer va ser Sílvia Comes & Lídia Pujol (Picap, 1998) amb textos propis i poemes musicats d'escriptors com Jaime Gil de Biedma, Luis Cernuda i Allen Ginsberg; i un segon disc amb el títol: Al entierro de una hoja seca van dos caracoles (Picap, 2000) amb nou cançons en castellà i tres en català amb música de Sílvia Comes. Amb aquest format de duet amb Lídia Pujol són recononegudes artísticament.
Comes ha participat en espectacles de teatre i concerts col·lectius com va ser l'homenatge a Carles Sabater, ha col·laborat com a compositora, productora, arrenjadora o cantant amb altres artistes com Pedro Guerra, Jackson Browne, Ester Formosa (l'any 2000 compon la música de 7 dels 10 temes del disc La casa solitària d'Ester Formosa, així com arrenjaments i producció juntament amb el pianista Maurici Villavecchia), Sopa de Cabra o Luis Eduardo Aute.
Sílvia Comes torna el 2007 amb el treball Faro, el seu primer disc en solitari després d'un paréntesi de més de set anys, una proposta musical intimista que vol compartir amb el públic pensaments i emocions comunes com si fosin la mateixa llum d'aquest far: Faro, disc que va ser produït per Gonzalo Lasheras. També el 2007 va participar en el disc homenatge col·lectiu a Lluís Llach (Homenatge a Lluís Llach. Si véns amb mi) interpretant el tema Amor particular.
El 2013 estrena Aparaulades, un espectacle poètic i musical juntament amb la poeta Sílvia Bel Fransi, on interpreten poemes musicats de Teresa Pascual, José Agustín Goytisolo, Gabriel Ferrater, Felícia Fuster, Luis Cernuda, Jaime Gil de Biedma, Pedro Salinas, María Rosal i Sílvia Bel Fransi, a qui acompanya Comes a la guitarra i amb qui s'intercala al recital. Hi ha diferents versions de l'espectacle com l'anomenat Aparaulades amb les dones o el dedicat a Salvador Espriu: Aparaulades amb Espriu durant l'Any Espriu (2013) o el 2014 amb Esperit de Vinyoli, en el centenari del poeta Joan Vinyoli.
També el 2013 i donant continuïtat a la seva intensa relació i el seu especial interès per la poesia, Comes proposa l'espectacle "Fuertes", on en les seves noves melodies fa seva la poesia de Gloria Fuertes, reivindicant la seva faceta més profunda i poc difosa com a escriptora per adults. A "Fuertes" Sílvia Comes s'acompanya en directe al piano per Maurici Villavecchia i a la percussió per Roger Blavia. Amb el seu concert de presentació d'aquesta proposta (21 de març de 2013 - Festival BarnaSants) guanya el Premi BarnaSants 2013, també obre el Festival Womad de Càceres amb aquest mateix espectacle i en la primavera de 2014 s'edita el seu nou disc amb aquestes cançons: "Fuertes".
Des de 2017 forma part del grup de música Les Kol·lontai, amb Meritxell Gené, Montse Castellà Espuny i Ivette Nadal.

## Discografia
- Sílvia Comes & Lídia Pujol (1998), en duet amb Lídia Pujol.
- Al entierro de una hoja seca van dos caracoles (2000), en duet amb Lídia Pujol.
- Faro (2007), primer disc en solitari.
- Fuertes (2014), segon disc en solitari, dedicat a la poesia de Gloria Fuertes.